# Wieseth (Fluss)
Die Wieseth ist ein 44 Kilometer langer Fluss im Landkreis Ansbach in Mittelfranken, der bei Ornbau von rechts und Westen in die Altmühl mündet.

## Name
Der Fluss wurde 1311 als Wisent erstmals schriftlich erwähnt. Vermutlich leitet sich der Name vom germanischen Flussnamen *Wisundjō ab, welcher mit der germanischen Wortwurzel wis „(stinkende) Flüssigkeit, Fluss“ in Zusammenhang steht.

## Geographie

### Verlauf

Schleifen der Wieseth bei Bechhofen

Die Wieseth entspringt in Weinberg in der östlichen Frankenhöhe. Sie fließt zunächst – in Luftlinie gemessen – etwa 12 km in Richtung Südosten, worauf sie bei Wieseth nach Osten abknickt. Nach weiteren 12 km – in Luftlinie gemessen – mündet sie gegenüber von Ornbau von rechts und zuallerletzt Südosten in die obere Altmühl. Im Mittel- und Unterlauf ist sie sehr mäanderreich.

### Zuflüsse
Die Wiesethquelle liegt am westlichen Ortsrand von Weinberg. Das Gewässer fließt zunächst südöstlich.
- Hausbach, von rechts und Westen auf unter 455 m ü. NN an der Gindelbacher Schutzmühle, ca. 2,0 km. Quelle auf unter 490 m ü. NN etwas nordöstlich des Schwabbergs.
- Seitzenbronner Bach, von rechts und Osten auf etwa 453 m ü. NN an der Windshofener Elbleinsmühle, ca. 2,2 km. Quelle Seitzenbrünnl auf etwa 490 m ü. NN im westlichen Mörnsheimer Wald.
- Erlbach, von links und Nordwesten auf etwa 449 m ü. NN, ca. 4,6 km. Quelle auf über 510 m ü. NN am Waldrand nordwestlich von Weinberg auf die Raststätte Frankenhöhe der A 6 zu.
- Leuckersdorferfeldgraben, von rechts und Westen auf über 445 m ü. NN unterhalb von Leuckersdorf, ca. 0,8 km. Entsteht am Rande der Kreisstraße AN 36 auf über 460 m ü. NN.
- Gänsäckergraben, von rechts und Westen auf unter 445 m ü. NN in Elbersroth, ca. 2,3 km. Quelle auf etwa 480 m ü. NN im Kapellenwald.
- Charbach, von rechts und Westen am Südrand von Elbersroth, ca. 4,4 km. Entsteht auf unter 510 m ü. NN als Abfluss eines Weihers südöstlich von Vorderbreitenthann.
- Binsenfeldgraben, von links und Nordosten auf etwa 442 m ü. NN unterhalb von Sickersdorf, ca. 0,9 km. Entsteht  auf etwa 480 m ü. NN nordwestlich von Lattenbuch.
- Rappengraben, von rechts und Westen bald danach unterhalb von Gräbenwinden, ca. 1,3 km. Ist Ausfluss eines Weihers auf über 460 m ü. NN südwestlich von Gräbenwinden.
- Lattenbuchergraben, von links und Nordosten auf unter 440 m ü. NN vor Böckau, ca. 0,7 km. Entfließt auf etwa 475 m ü. NN einem Weiher am Südwestrand von Lattenbuch.
- Böckauergraben, von rechts und Westen kurz nach Böckau, ca. 0,8 km. Entsteht auf etwa 455 m ü. NN an der Straße von Aichau.
- Speckfeldgraben, von rechts und Westen, ca. 0,3 km. Entsteht auf etwa 445 m ü. NN am Nordrand des Löschenholzes zur Flur.
- Hechelbach, von links und Nordosten auf unter 440 m ü. NN unterhalb von Oberschönbronn kurz vor dem Wiesether Siedlungsplatz Pfeiffhaus, ca. 2,9 km. Entsteht auf etwa 475 m ü. NN westlich von Zirndorf.
- Löschenbach, von rechts und Westen zwischen dem Wiesether Siedlungsplatz Pfeiffhaus und dessen Schlötzenmühle, mit dem längsten Oberlaufstrang ca. 6,5 km. Entsteht auf diesem auf etwa 495 m ü. NN als Brechhausbach nordöstlich von Zumberg, der sich als Ahornbach und dann Löschenbach fortsetzt.
- Geißbach, von links und Nordosten auf unter 435 m ü. NN gegenüber von Ammonschönbronn, ca. 1,5 km. Entsteht auf etwa 475 m ü. NN an der Straße von Deffersdorf nach Mittelschönbronn.
- Hörnleinsbach, von rechts und Westen unterhalb von Ammonschönbronn, ca. 1,3 km. Entfließt auf über 460 m ü. NN einen Weiher am Waldrand südwestlich von Ammonschönbronn.
- Pflatterbach, von rechts und Südwesten auf über 432 m ü. NN im Dorf Wieseth, mit dem längsten Oberlauf ca. 5,1 km Entsteht als Fetschendorfer Graben auf unter 480 m ü. NN zwischen Dentlein a.Forst und Fetschendorf. Im Bereich dieses Zulaufes biegt der Wiesethlaufs nach Osten.
Kurz vor der Schnepfenmühle teilt sich die Wieseth in zwei Arme.
- (Zimmersdorfer) Dorfgraben, von rechts und Südwesten gegenüber der Schnepfenmühle in den rechten Teilungsarm, ca. 1,5 km Entsteht auf etwa 450 m ü. NN westlich von Zimmersdorf.
- Rotbach, von links und Norden in den linken Teilungsram an der Schnepfenmühle des Wiesether Ortsteils Forndorf, ca. 3,6 km. Entsteht auf etwa 465 m ü. NN wenig westlich von Deffersdorf.
Vor der Flussbrücke in Bruck vereinen sich die beiden Arme wieder.
- Flinsbach, von rechts und Südwesten auf unter 430 m ü. NN oberhalb von Rohrbach, ca. 6,2 km. Entsteht auf unter 490 m ü. NN im Wald zwischen Schlierberg und Burk.
- Moosgraben, von links und Nordwesten auf etwa 425 m ü. NN am Westrand von Bechhofen, ca. 4,2 km. Entsteht auf unter 450 m ü. NN südlich von Sachsbach.
- Mühlgraben, von rechts und Südwesten auf etwa 424 m ü. NN bei Rottnersdorf gegenüber von Bechhofen, ca. 5,5 km. Entsteht auf unter 460 m ü. NN bei Kaltenkreuth als Weiherausfluss und speist viele Weiher.
- Kesselbach, von rechts am Westrand von Heinersdorf, ca. 1,0 km. Wiesethparalleler Auengraben.
- Bronnenwasengraben, von links und Nordwesten auf über 421,1 m ü. NN durch Voggendorf, ca. 3,2 km. Entfließt auf etwa 455 m ü. NN einem Weiher am Nordrand von Bechhofen.
- Ellenbachgraben, von rechts und Südwesten auf 421,1 m ü. NN noch vor Wiesethbruck, mit dem längsten Oberlauf Rohrbach ca. 6,4 km. Der Rohrbach entsteht auf etwa 455 m ü. NN im Heiligenholz südwestlich von Birkach.
- → (Abgang des Zecklgrabens, Zegelgrabens oder Leugrabens), nach rechts in die Aue noch vor Taugenroth. Dieser zieht in weiterhin östlichem Mäanderlauf zum Altmühlzuleiter, während der Fluss hier bald zuletzt auf Nordostkurs geht,  ca. 2,7 km. Demarkiert die Gemeindegrenze zwischen Arberg und Ornbau.

Mündung der Wieseth etwa 200 Meter nach der Ornbauer Stadtmühle von rechts und zuallerletzt Südwesten in die Altmühl, von der dann gleich nach rechts der Altmühlzuleiter abzweigt.

### Gemeinden und Orte
In ihrem Verlauf fließt die Wieseth durch die Gemeinden und durchläuft oder berührt deren Ortsteile und Siedlungsplätze
- Gemeinde Aurach
  - Weinberg (Pfarrdorf)
  - Gutenmühle (Einöde)
  - Gindelbach (Dorf, rechts)
  - Schutzmühle bei Gindelbach (links)
  - Elbleinsmühle bei Windshofen (rechts)
- Stadt Herrieden
  - Leuckersdorf (Weiler, vorwiegend rechts)
  - Elbersroth (Pfarrdorf)
  - Gräbenwinden (Dorf, rechts gegenüber dem folgenden)
  - Sickersdorf (Weiler, links gegenüber dem vorigen)
  - Böckau (Dorf)
  - Oberschönbronn (Dorf, linker Talhang)
- Gemeinde Wieseth
  - Pfeifhaus (Siedlungsplatz, rechts)
  - Schlötzenmühle (Einöde, rechts)
  - Mittelschönbronn (Dorf, rechter Talhang)
  - Ammonschönbronn, (Dorf, links, vor allem am Hang)
  - Wieseth
  - Steigmühle (Gehöft, links)
  - Schnepfenmühle (Siedlungsplatz, links)
- Gemeinde Burk
  - Bruck (Dorf, vorwiegend rechts)
- Markt Bechhofen
  - Rohrbach (Dorf, rechts gegenüber dem folgenden)
  - Waizendorf (Dorf, links gegenüber dem vorigen)
  - Bechhofen (Markt, fast nur links)
  - Rottnersdorf, (Einöde, mit Abstand rechts gegenüber Bechhofen)
  - Heinersdorf, (Dorf, rechts gegenüber dem folgenden)
  - Fröschau, (Dorf, links gegenüber dem vorigen)
  - Voggendorf (Dorf, links)
  - Burgstallmühle (Einöde, rechts)
  - Wiesethbruck (Dorf)
- Markt Arberg
  - Waffenmühle (Weiler, rechts)
- Stadt Ornbau
  - Taugenroth (Weiler, links)
  - Obermühl (Dorf, rechts)
  - Stadtmühle (Siedlungsplatz)